# Anatomija ljudskog tijela Henryja Graya
Anatomija ljudskog tijela Henryja Graya (Gray's Anatomy) je udžbenik iz anatomije na engleskom jeziku i općeprihvaćeni znanstveni klasik. Knjiga je prvi puta izdana u Ujedinjenom Kraljevstvu 1858. pod naslovom Opisna i kirurška anatomija po Grayu.
Henry Gray (1827. – 1861.), britanski anatom, 1853. je imenovan redovnim predavačem na Katedri za anatomiju Medicinskog fakulteta bolnice St. George u Londonu. Ideju o pisanju udžbenika Gray je prvi puta iznio kolegi dr. Henryju Vandyke Carteru 1855. Prvo je izdanje namijenio studentskoj i liječničkoj (a posebno kirurškoj) publici. Proučavajući anatomske posljedice zaraznih bolesti Gray se zarazio malim boginjama i umro nedugo nakon objave drugog izdanja.
Rad na njegovom djelu su nastavili drugi autori. U nastojanju da se sačuva utjecaj djela u engleskom govornom području, izvornik je sa svakim sukcesivnim izdanjem proširivan anatomskim i medicinskim znanjem svoga vremena. Posljednje, 39. izdanje je objavljeno u studenom 2004.